# Aleksander I Romanow
Aleksander I Pawłowicz (ros. Александр I Павлович; ur. 12 grudnia?/23 grudnia 1777 w Petersburgu, zm. 19 listopada?/1 grudnia 1825 w Taganrogu) – cesarz Rosji od 1801, wielki książę Finlandii od 1809, król Polski od 1815 (Królestwo Polskie), syn Pawła I z dynastii Romanowów, starszy brat księcia Konstantego oraz Mikołaja, swojego następcy na tronie Rosji.

## Życiorys
Aleksander I był wszechstronnie wykształcony, gdy w wieku 23 lat przejmował rządy w Rosji. Pierwsze jego dekrety dotyczyły rehabilitacji ludzi usuniętych przez Pawła I z urzędów i wojska, zwiększenia roli Senatu, zniesienia poddaństwa chłopów w guberniach nadbałtyckich, likwidacji cenzury książek, zakazu stosowania tortur w śledztwie, liberalizacji handlu zagranicznego i reform w szkolnictwie. Utworzone zostały uniwersytety w Charkowie i Kazaniu oraz reaktywowany Uniwersytet Wileński z polskim językiem nauczania. Był przyjazny Polakom, jego przyjaciel Adam Czartoryski był ministrem spraw zagranicznych.
Wcześniej w 1801 Rosja zawładnęła terytorium Gruzji na Kaukazie. Spowodowało to wieloletnią wojnę z Persją, prowadzoną z sukcesami. Między innymi Rosjanie zajęli Dagestan i północny Azerbejdżan z Baku nad Morzem Kaspijskim. Wojna ta trwała, z przerwami do 1813. W latach 1806–1812 Rosja prowadziła też wojnę z Turcją. Działania wojenne obejmowały tereny Mołdawii oraz Wołoszczyzny i wiązały się również z powstaniem narodowym o niepodległość Serbii. Ostatecznie po kilkuletnim rozejmie został zawarty w maju 1812 traktat pokojowy w Bukareszcie, zgodnie z którym Rosja uzyskała Besarabię, a Serbowie autonomię w ramach imperium tureckiego. Natomiast w lutym 1808 Rosja wystąpiła przeciwko Szwecji, zajmując, po krótkiej wojnie, całą Finlandię i wyspy Alandzkie na Bałtyku.
Nowy cesarz starał się natomiast zachować neutralność w sprawach zachodnioeuropejskich i w 1801 Rosja zawarła traktat o pokoju i przyjaźni z Francją, a w 1802 z Prusami. Przyjazne stosunki z Francją uległy jednakże poważnej erozji po ogłoszeniu się przez Napoleona I Bonaparte dożywotnim konsulem, a później cesarzem, i po straceniu ewentualnego kandydata do tronu francuskiego, Ludwika z rodu Kondeuszów. Ostatecznie w 1805 Rosja przystąpiła do koalicji antyfrancuskiej, zawiązanej przez Anglię, Austrię i Szwecję. Zgodnie z warunkami paktu, w trakcie najazdu wojsk francuskich na Austrię w 1806 i Prusy w 1807 w bitwach pod Austerlitz (1805), Iławą i Frydlandem (1807) uczestniczył rosyjski korpus wojskowy marszałka Michaiła Kutuzowa.
Po zwycięstwach Napoleona I i okupacji przez jego armie Austrii, a później również Prus, Aleksander I spotkał się z Napoleonem I Bonaparte 7 lipca 1807 w Tylży nad Niemnem, gdzie obaj cesarze zawarli traktat pokojowy. Aleksander I nie chciał bowiem, by Rosja prowadziła wojnę z Francją w pojedynkę, zaś Napoleon uczynił różne koncesje na rzecz Rosji. Przypadł jej m.in. obwód białostocki po pobiciu Prus, zaś po roku, po kolejnej wojnie francusko-austriackiej także obwód tarnopolski.
Od 1811 obaj cesarze prowadzili intensywne przygotowania do wojny, narastała nieufność między nimi i mnożyły się konflikty francusko-rosyjskie. W czerwcu 1812 Wielka Armia Napoleona I Bonapartego, złożona ze wszystkich narodów zachodniej i środkowej Europy kontynentalnej, licząca ok. 450 tys. ludzi, przekroczyła graniczną rzekę Niemen i ruszyła szlakiem przez Smoleńsk na Moskwę. Rosja dysponowała trzema armiami z nieco powyżej 270 tys. żołnierzy, które Napoleon zamierzał pobić w oddzielnych bitwach. Lecz Rosjanie zastosowali taktykę cofania się głównych sił, niszczenia wszystkiego na trasach przemarszu wojsk francuskich oraz napaści na rozproszone oddziały i transporty zaopatrzeniowe przeciwnika. W tej sytuacji zdobycie Moskwy nic nie dało Napoleonowi. Na jego propozycje pokojowe Aleksander I w ogóle nie odpowiadał, najwidoczniej licząc na zarysowującą się możliwość całkowitego rozbicia armii Napoleona. Tak też się stało. Marszałek Kutuzow i „generał mróz” sprawili, że na pozycje wyjściowe nad Niemnem wróciło jedynie ok. 6% stanu początkowego Wielkiej Armii.
Ostatecznie wojnę z Francuzami zakończyli Rosjanie w marcu 1814 w Paryżu. Aleksander I spędził w stolicy Francji dwa miesiące, goszcząc w pałacu księcia Talleyranda, który przy jego pomocy organizował życie polityczne Francji po upadku Napoleona I Bonaparte. Później udał się do Anglii, Petersburga i do Wiednia na kongres pokojowy. Jako „wyzwoliciel Europy” był jednym z głównych autorów postanowień kongresu, obok ministra spraw zagranicznych Austrii Klemensa Metternicha, przedstawiciela Wielkiej Brytanii Castlereagha, przedstawiciela Prus Hardenberga i przedstawiciela Francji Charlesa Talleyranda.
Układy wiedeńskie zwieńczone zostały zawarciem w Paryżu tzw. Świętego Przymierza pomiędzy Prusami, Austrią i Rosją, która była jego głównym ogniwem. Przyłączyło się potem do niego wiele innych państw. Funkcjonowanie paktu odcisnęło znaczące piętno w polityce europejskiej, przynajmniej do połowy XIX w. W przypadku zaistnienia, gdzieś w Europie, powstań, rewolucji i temu podobnych sytuacji, zagrażających stabilności politycznej i interesom zaprzyjaźnionych mocarstw, wówczas ich monarchowie spotykali się i wspólnie ustalali sposoby interwencji. W tym trybie wojska austriackie spacyfikowały niepodległościowe powstania w Neapolu w 1821 oraz w Piemoncie w 1822, zaś wojska francuskie przywróciły w Hiszpanii w 1822 rządy królewskie po republikańskiej rebelii.
Wielkim problemem dla Aleksandra I stało się powstanie narodowościowe Greków w 1821, wywołane przeciwko panowaniu Turcji. Car wspierając dotąd wszelkie powstania niepodległościowe na Bałkanach, nie interweniował w sprawę grecką. Na samym początku powstania greckiego miał do niego przychylny stosunek, zwracając uwagę na więź z prawosławnymi Grekami. Główną przyczyną takiej postawy była chęć zajęcia cieśnin czarnomorskich, jednak śmierć Aleksandra I oraz zabiegi Świętego Przymierza pokrzyżowały te plany. Mimo to Grecy, choć z wielkimi ofiarami, walczyli nieugięcie o swą niepodległość. W tym okresie Aleksander I stał się bardzo pobożny i uległy wobec Cerkwi prawosławnej. Kazał zlikwidować tajne stowarzyszenia masońskie oraz Ministerstwo Wyznań Religijnych i Oświaty, pozostawiając w resorcie tylko sprawy oświaty.
Zdaniem przedwojennego polskiego historyka, Janusza Iwaszkiewicza, car Aleksander przed śmiercią planował konwersję na katolicyzm. Miał w tym celu spotykać się z polskim dominikaninem, Faustynem Ciecierskim, który notował spotkania w kronice klasztornej, odnalezionej przez archiwistę Euzebiusza Łopacińskiego i ogłoszonej przez Iwaszkiewicza drukiem.
W ostatnich latach życia cesarza w rządach wyręczał go faworyt Aleksiej Arakczejew.
Wieloletnią metresą Aleksandra była Maria Naryszkina (1779–1854), z tego związku pochodziła córka Zofia, zmarła w 1824 w wieku 16 lat, co było dla cara wielką osobistą tragedią.

## Kontrowersje wokół śmierci
Cesarz zmarł w listopadzie 1825 roku w trakcie jednej ze swych licznych podróży po kraju, gdy spędzał wakacje z żoną na Krymie. Puszkin napisał nawet epitafium: „Всю жизнь свою провел в дороге, простыл и умер в Таганроге” (Całe swoje życie spędził w drodze, przeziębił się i umarł w Taganrogu). Potwierdzają to liczne dokumenty, świadectwa osób obecnych przy chorobie i śmierci cara. Tak też przyjęto w doktrynie historycznej.
Istnieje jednakże kontrowersyjna hipoteza głosząca, że śmierć Aleksandra I została przez niego samego sfingowana. Jak wyżej wspomniano, skierował uwagę ku religii, ponadto zainteresował się analizą świata pozazmysłowego. Alternatywna teoria losów cara głosi, że w związku z tym zrezygnował z udziału w życiu politycznym i tronu oraz przez resztę życia był mnichem na Krymie bądź Syberii. Dowodem mającym przemawiać za prawdziwością nowego wcielenia Aleksandra I była pusta trumna, w której miał być pochowany w 1825 roku, jak rzekomo wykazała ekshumacja. Do pewnych wniosków mógł skłaniać fakt przewozu trumny do Sankt Petersburga aż przez dwa miesiące. Powodami tak długiego okresu transportu były biurokracja oraz słaba jakość ówczesnych dróg w imperium. Ciało cara było zaś zakryte w celu ukrycia daleko posuniętego rozkładu zwłok.
Zagadkowym tropem było podobieństwo do byłego cara pewnego mnicha Fiodora Kuźmicza (w 1984 kanonizowanego przez Cerkiew Prawosławną). Kuźmicz posiadał też znajomość szczegółów kampanii rosyjskiej z 1812 i zagadnień wojskowości.
W 2003 r. nakręcono 10-odcinkowy dramat historyczny Sfinks Północy (ros. Северный сфинкс, trans. Siewiernyj sfinks) w reż. Arkadija Sirienki, poświęcony ostatnim latom życia cara.

## Tytulatura
Aleksander, z Bożej łaski cesarz i samodzierżca wszechrosyjski, moskiewski, kijowski, włodzimierski, nowogrodzki, car kazański, car astrachański, król polski, car syberyjski, car Chersonezu Taurydzkiego, pan Pskowa i wielki książę smoleński, litewski, wołyński, podolski i fiński, książę estoński, inflancki, kurlandzki i semigalski, żmudzki, białostocki, karelski, twerski, jugorski, permski, wiacki, bułgarski i innych; pan i wielki książę ziemi Niżnego Nowogrodu, czernihowski, riazański, połocki, rostowski, jarosławski, biełozierski, udorski, obdorski, kondyjski, witebski, mścisławski, całej Północy zwycięzca, pan Jeveru, kartalińskiej i kabardyńskiej ziemi oraz obwodu Armenii, czerkaskich i górskich książąt i innych pan i zdobywca, następca tronu Norwegii, książę Szlezwika-Holsztynu, Stormarn, Dithmarschen i Oldenburga, i tak dalej, i tak dalej, i tak dalej.

## Odznaczenia

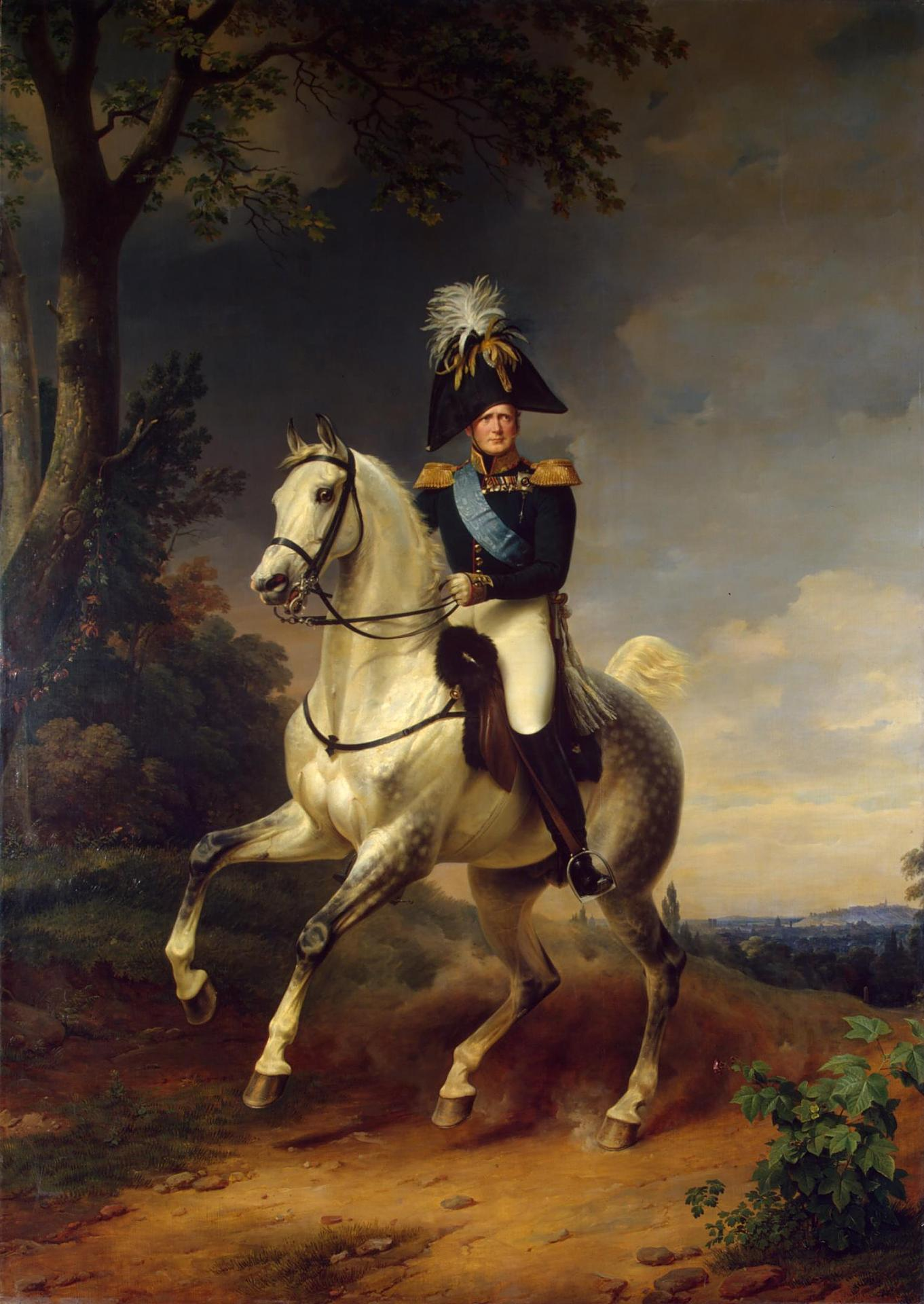
Portret Konny Aleksandra I

Lista na podstawie odznaczeń niesionych w orszaku pogrzebowym:

- Order Świętego Andrzeja Apostoła Pierwszego Powołania (Rosja)
- Order Świętego Aleksandra Newskiego (Rosja)
- Order Świętego Jerzego IV kl. (Rosja)
- Order Świętego Włodzimierza (Rosja)
- Order Świętej Anny (Rosja)
- Medal z roku 1812 (Rosja)
- Order Orła Białego (Polska)
- Order Świętego Stanisława (Polska)
- Order Krzyża Wojskowego (Polska)
- Order Świętego Ducha (Francja)
- Order Świętego Ludwika (Francja)
- Order Legii Honorowej (Francja)
- Order Podwiązki (Anglia)
- Order Złotego Runa (Hiszpania)
- Order Marii Teresy (Austria)
- Medal (Austria)
- Order Orła Czarnego (Prusy)
- Order Orła Czerwonego (Prusy)
- Krzyż Żelazny (Prusy)
- Medal (Prusy)
- Order Serafinów (Szwecja)
- Order Szpady (Szwecja)
- Order Słonia (Dania)
- Order Świętego Januarego (Sycylia)
- Order Świętego Ferdynanda (Sycylia)
- Order Świętego Jerzego (Sycylia)
- Order Zwiastowania (Sardynia)[6][a]
- Order Sokoła Białego (Weimar)
- Order Wierności (Badenia)
- Order Wojskowy (Holandia)
- Order Świętego Huberta (Bawaria)
- Order Korony (Wirtembergia)
- Order Zasługi Wojskowej (Wirtembergia)
- Wstęga Trzech Orderów (Portugalia)[7]:

Order Świętego Jakuba (Portugalia)
Order Świętego Benedykta (Portugalia)
Order Chrystusa (Portugalia)
- Order Wieży i Szpady (Portugalia)

## Genealogia
| Prapradziadkowie                              | książę Holstein-Gottorp Fryderyk IV Holsztyński (1671-1702) ∞1698 Jadwiga Zofia Szwedzka (1681-1708) | cesarz Rosji Piotr I Wielki (1672–1725) ∞1712 Katarzyna I 1) (1683-1684 – 1727)                 | książę Anhalt-Zerbst Jan Ludwik I (1656-1704) ∞ 1687 Krystyna Eleonora Zeutsch (1666-1699)                                   | książę Krystian August Schleswig-Holstein-Gottorp (1673-1726) ∞1704 Albertyna Fryderyka Baden-Durlach (1682-1755)            | książę Wirtembergii Fryderyk Wirtemberski-Winnental (1652-1697) ∞1682 Eleonora Juliana Brandenburg-Ansbach (1663–1724)        | książę Anselm Franz Thurn und Taxis (1681-1739) ∞1703 Maria Ludovika Lobkowicz                                                | margrabia Filip Wilhelm Brandenburg-Schwedt (1669-1711) ∞1699 Joanna Szarlotta Anhalt-Dessau (1682-1750)                      | król Prus Fryderyk Wilhelm I Hohenzollern (1688-1740) ∞1706 Zofia Dorota Hanowerska (1687-1757)                               |
| Pradziadkowie                                 | książę Holstein-Gottorp Karol Fryderyk Holsztyński (1700-1739) ∞1725 Anna Piotrowna (1708-1728)      | książę Holstein-Gottorp Karol Fryderyk Holsztyński (1700-1739) ∞1725 Anna Piotrowna (1708-1728) | książę Anhalt-Zerbst Krystian August Anhalt-Zerbst (1690-1747) ∞ 1724 Joanna Elżbieta Schleswig-Holstein-Gottorp (1712-1760) | książę Anhalt-Zerbst Krystian August Anhalt-Zerbst (1690-1747) ∞ 1724 Joanna Elżbieta Schleswig-Holstein-Gottorp (1712-1760) | książę Wirtembergii Karol Aleksander Wirtemberski (1684-1737) ∞ 1727 Maria Augusta Thurn und Taxis (1706-1756)                | książę Wirtembergii Karol Aleksander Wirtemberski (1684-1737) ∞ 1727 Maria Augusta Thurn und Taxis (1706-1756)                | margrabia Fryderyk Wilhelm Brandenburg-Schwedt (1700-1771) ∞1734 Zofia Dorota Pruska (1719-1765)                              | margrabia Fryderyk Wilhelm Brandenburg-Schwedt (1700-1771) ∞1734 Zofia Dorota Pruska (1719-1765)                              |
| Dziadkowie                                    | cesarz Rosji Piotr III Romanow (1728-1762) ∞1745 Katarzyna II Wielka 2) (1729-1796)                  | cesarz Rosji Piotr III Romanow (1728-1762) ∞1745 Katarzyna II Wielka 2) (1729-1796)             | cesarz Rosji Piotr III Romanow (1728-1762) ∞1745 Katarzyna II Wielka 2) (1729-1796)                                          | cesarz Rosji Piotr III Romanow (1728-1762) ∞1745 Katarzyna II Wielka 2) (1729-1796)                                          | książę Wirtembergii Fryderyk Eugeniusz Wirtemberski (1732-1797) ∞ 1753 Fryderyka Dorota Zofia Brandenburg-Schwedt (1736-1798) | książę Wirtembergii Fryderyk Eugeniusz Wirtemberski (1732-1797) ∞ 1753 Fryderyka Dorota Zofia Brandenburg-Schwedt (1736-1798) | książę Wirtembergii Fryderyk Eugeniusz Wirtemberski (1732-1797) ∞ 1753 Fryderyka Dorota Zofia Brandenburg-Schwedt (1736-1798) | książę Wirtembergii Fryderyk Eugeniusz Wirtemberski (1732-1797) ∞ 1753 Fryderyka Dorota Zofia Brandenburg-Schwedt (1736-1798) |
| Rodzice                                       | cesarz Rosji Paweł I Romanow (1754-1801) ∞1776 Maria Fiodorowna 3) (1759-1828)                       | cesarz Rosji Paweł I Romanow (1754-1801) ∞1776 Maria Fiodorowna 3) (1759-1828)                  | cesarz Rosji Paweł I Romanow (1754-1801) ∞1776 Maria Fiodorowna 3) (1759-1828)                                               | cesarz Rosji Paweł I Romanow (1754-1801) ∞1776 Maria Fiodorowna 3) (1759-1828)                                               | cesarz Rosji Paweł I Romanow (1754-1801) ∞1776 Maria Fiodorowna 3) (1759-1828)                                                | cesarz Rosji Paweł I Romanow (1754-1801) ∞1776 Maria Fiodorowna 3) (1759-1828)                                                | cesarz Rosji Paweł I Romanow (1754-1801) ∞1776 Maria Fiodorowna 3) (1759-1828)                                                | cesarz Rosji Paweł I Romanow (1754-1801) ∞1776 Maria Fiodorowna 3) (1759-1828)                                                |
| Aleksander I Romanow (1777-1825) cesarz Rosji | |                                                                                                 | | | | | | |

1. właściwie: Marta Skowrońska córka chłopa.
2. właściwie: księżniczka Zofia Fryderyka Augusta von Anhalt Zerbst.
3. właściwie: księżniczka Zofia Dorota Wirtemberska.

## Galeria

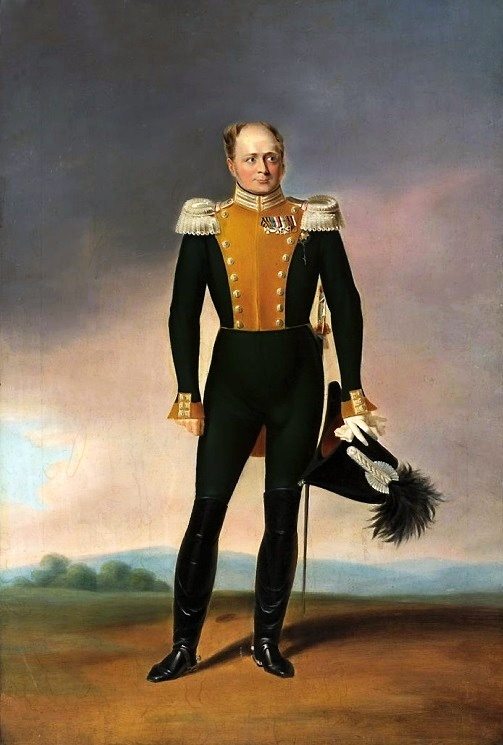
Aleksander I
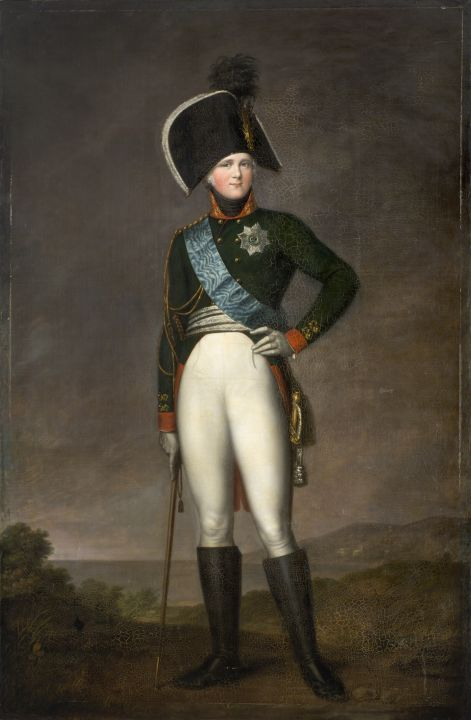
Aleksander I
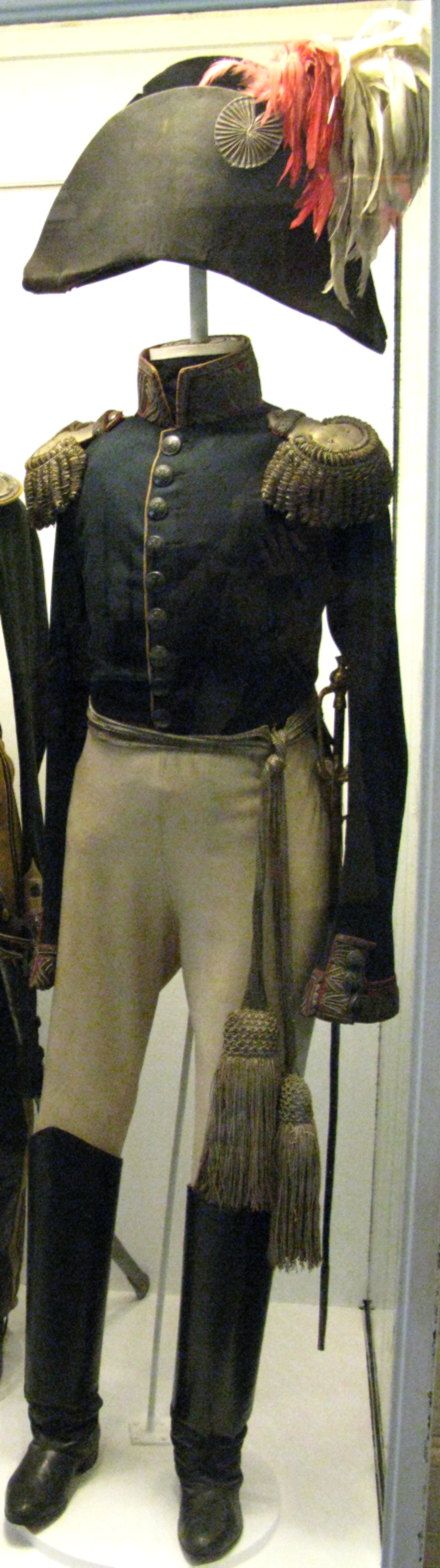
Mundur generała wojsk Królestwa Polskiego używany przez cesarza Aleksandra I
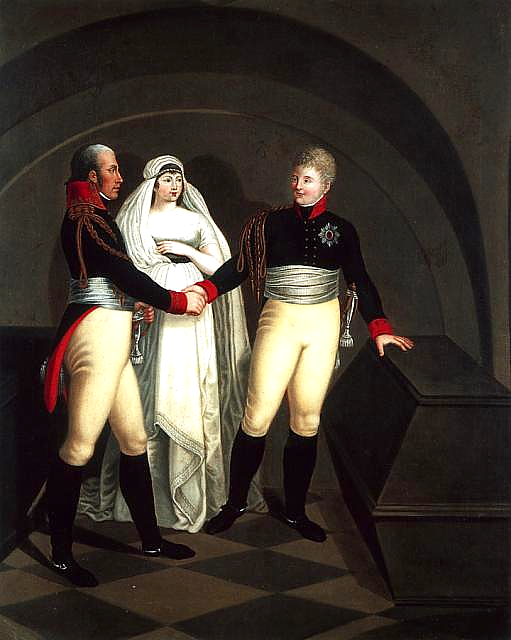
Aleksander I składa hołd prochom Fryderyka II Wielkiego w obecności króla Fryderyka Wilhelma III i królowej Luizy Pruskiej w 1805 roku